# Örebro Sportklubb
Pour la section handball, voir Örebro SK (handball).
Maillots
Le Örebro SK est un club suédois de football basé à Örebro.

## Historique
- 1908 : fondation du club
- 1991 : 1re participation à une Coupe d'Europe (C3, saison 1991/92)

## Bilan sportif

### Palmarès
- Championnat de Suède
  - Vice-champion : 1991 et 1994.

- Championnat de Suède de deuxième division
  - Champion : 1988 (Nord)
  - Vice-champion : 2006 et 2013.

- Coupe de Suède
  - Finaliste : 1988 et  2015

### Bilan européen
Légende
- Victoire ou qualification pour le tour suivant
- Match nul
- Défaite ou élimination de la compétition

Note : dans les résultats ci-dessous, le score du club est toujours donné en premier
| Saison    | Compétition  | Tour              | Club            | Domicile | Extérieur | Total  |
| --------- | ------------ | ----------------- | --------------- | -------- | --------- | ------ |
| 1991-1992 | Coupe UEFA   | Premier tour      | Ajax Amsterdam  | 0 - 1    | 0 - 3     | 0 - 4  |
| 1992-1993 | Coupe UEFA   | Premier tour      | KV Malines      | 0 - 0    | 1 - 2     | 1 - 2  |
| 1995-1996 | Coupe UEFA   | Tour préliminaire | Avenir Beggen   | 0 - 0    | 0 - 3     | 0 - 3  |
| 1997-1998 | Coupe UEFA   | Deuxième tour Q   | FK Jablonec     | 0 - 0    | 1 - 1     | 1E - 1 |
| 1997-1998 | Coupe UEFA   | Premier tour      | Rotor Volgograd | 1 - 4    | 0 - 2     | 1 - 6  |
| 2011-2012 | Ligue Europa | Deuxième tour Q   | FK Sarajevo     | 0 - 0    | 0 - 2     | 0 - 2  |

## Personnalités du club

### Anciens joueurs
- Stuart Baxter
- Orvar Bergmark
- Alejandro Bedoya
- Leif Eriksson
- Arnór Guðjohnsen
- Tore Lennartsson
- Thomas Nordahl
- Damien Plessis